# Kränkungen der Menschheit
Kränkungen der Menschheit ist ein von Sigmund Freud im Jahr 1917 geprägter Begriff für umstürzende wissenschaftliche Entdeckungen, die, so Freuds These, das Selbstverständnis der Menschen in Form einer narzisstischen Kränkung in Frage gestellt haben.

## Freud
In seiner Arbeit „Eine Schwierigkeit der Psychoanalyse“ aus dem Jahre 1917 stellt Freud die Widerstände dar, die der von ihm entwickelten Psychoanalyse seiner Auffassung nach entgegenstehen, bevor sie allgemein anerkannt werde. Wie jede wissenschaftliche Neuerung müsse sie sich gegen das etablierte Denken durchsetzen. Aber der „größere Anteil rührt davon her, daß durch den Inhalt der Lehre starke Gefühle der Menschheit verletzt worden sind.“
Freud nennt drei große Einschnitte, die der naive Narzissmus des menschlichen Bewusstseins durch den historischen Fortschritt wissenschaftlicher Erkenntnis erlitten habe:
1. Die kosmologische Kränkung: Die erste Erschütterung sei die mit dem Namen Kopernikus verknüpfte Entdeckung gewesen, dass die Erde nicht der Mittelpunkt des Weltalls ist (vgl. Kopernikanische Wende).
2. Die biologische Kränkung: Die zweite Kränkung lag in der Entdeckung, dass der Mensch aus der Tierreihe hervorgegangen ist (Charles Darwin und andere).
3. Die psychologische Kränkung: Die dritte Kränkung sei die von ihm entwickelte Libidotheorie des Unbewussten; ein beträchtlicher Teil des Seelenlebens entziehe sich der Kenntnis und der Herrschaft des bewussten Willens. Die Psychoanalyse konfrontiere das Bewusstsein mit der peinlichen Einsicht, (…) daß das Ich nicht Herr sei in seinem eigenen Haus.

Freud stellt seine Lehre des Unbewussten damit in einen Kontext mit den wissenschaftsgeschichtlich umwälzenden Theorien Kopernikus’ und Darwins. Die Psychoanalyse stehe in der Tradition der deutschen Philosophie, insbesondere der Metaphysik Schopenhauers, dessen Lehre vom unbewussten Willen theoretisch vorbereitet habe, was in der Neurosentherapie praktisch und konkret zur Geltung gebracht werde.

## Kritik und Rezeption
Die sachliche Berechtigung von Freuds Behauptungen über die Wirkung der Entdeckungen des Kopernikus und Darwins wurde wiederholt bestritten. So weist Michael Pauen unter Berufung auf Clarence Irving Lewis, Arthur O. Lovejoy, Hans Blumenberg und Rémi Brague darauf hin, dass der Erde im aristotelischen Weltbild der niedrigste Platz im Kosmos zukam. Ebenso hätten frühe Kritiker des kopernikanischen Systems bemängelt, durch die Lehre, die Erde sei ein Himmelskörper wie die übrigen Planeten des Sonnensystems, werde die Erde ungerechtfertigt erhöht.
Freuds Bemerkung wurde seit Rudolf Carnap von zahlreichen späteren Autoren aufgenommen und die Zahl der Kränkungen durch weitere Posten erweitert. Carnap nennt neben Kopernikus, Darwin und Freud auch noch Marx, Nietzsche und den von ihm selbst vertretenen eliminativen Physikalismus des Psychischen.
Der Philosoph Johannes Rohbeck sprach 1993 von der technologischen Kränkung, dass die Menschheit von selbstgeschaffenen Machwerken beherrscht werde, und verglich die Lage des Menschen mit der von Goethes Zauberlehrling. Ebenso sehen Barbara Guwak und Matthias Strolz die vierte Kränkung darin, dass sich die von Menschen geschaffene Welt nicht mehr beherrschen lässt. Der Medienjournalist Sascha Lobo sprach in einem Beitrag zum FAZ-Feuilleton von der Kenntnisnahme der durch Edward Snowden aufgedeckten Netzüberwachung als der vierten, digitalen Kränkung der Menschheit, da das Internet nicht das erhoffte Instrument der Freiheit darstelle, sondern für das Gegenteil benutzt werde. In einer Replik äußerte der Journalist Sascha Kösch, die vierte Kränkung sei allgemeiner die, dass die Menschheit die von ihr geschaffene Technologie nicht beherrschen könne, was sich bereits anhand der Erfindung der Atomwaffen erkennen lasse. Auf die ökologischen und ökonomischen Bedingungen bezogen sieht Reiner Klingholz die vierte Kränkung der Menschheit darin, „dass wir, ungeachtet aller technischen Möglichkeiten, die Natur nicht in einem Zustand erhalten können, der uns gewogen wäre“, und dass ein unfreiwilliger Übergang zu einer Postwachstumsgesellschaft ohne Bevölkerungs- und Wirtschaftswachstum stattfinde.
Der deutsche Physiker und Philosoph Gerhard Vollmer zeigte 1994 zehn Kränkungen der Menschheit auf:
| Nummer | Art der Kränkung           | Durch           | Bemerkung |
| ------ | -------------------------- | --------------- | --- |
| 0      | Ich bin ein Stück der Welt | jedes Kind      | Das Ich erkennt sich selbst als ein Stück der Welt. |
| 1      | kosmologisch               | Kopernikus 1543 | Die Erde (und damit der Mensch) ist nicht Mittelpunkt der Welt. |
| 2      | biologisch                 | Darwin 1859     | Die Menschheit ist in das Entwicklungssystem der Organismen eingegliedert.                                                                                              |
| 3      | psychologisch              | Freud 1895      | Der Mensch ist noch nicht einmal Herr der eigenen Handlungen, sondern vom Unbewussten gelenkt.                                                                          |
| 4      | ethologisch                | Heinroth 1910   | Nicht nur unser Körperbau, sondern auch unser Verhalten ist aus dem Tierreich hervorgegangen.                                                                           |
| 5      | epistemologisch            | Lorenz 1941     | Auch unsere Wahrnehmung und Denkfähigkeit ist auf den Mesokosmos, an den wir phylogenetisch adaptiert sind, beschränkt und selbst dort nicht objektiv.                  |
| 6      | soziobiologisch            | Wilson 1975     | Selbst unsere sozialen, moralischen und altruistischen Denk- und Verhaltensweisen, sogar die Forderung nach Erhalt der Menschheit, beruhen auf evolutionärer Selektion. |
| 7      | Computermodell des Geistes | Gegenwart       | Die Aussicht auf Maschinen (künstliche Intelligenz), die unsere geistigen Leistungen erreichen und sogar übertreffen.                                                   |
| 8      | ökologisch                 | Nahe Zukunft    | Der Mensch ist in die für ihn essentielle Biosphäre eingebunden und wegen Kränkung Nr. 5 unfähig, sie vollends zu verstehen und zu beherrschen.                         |
| 9      | neurobiologisch            | 21. Jahrhundert | Auflösung des Dualismus von Körper und Seele. |

Dagegen betont Mirko Lüttke, dass die Resultate der modernen Naturwissenschaften insgesamt den Menschen kränken, indem sie die jahrtausendealten anthropozentrischen Vorstellungen davon erschüttern, dass Mensch und Welt auf besondere Weise zueinander passen.